# Wikipedia tiếng Punjab
Wikipedia tiếng Punjab (tiếng Punjabi: پنجابی وکیپیڈیا (Shahmukhi); ਪੰਜਾਬੀ ਵਿਕੀਪੀਡੀਆ (Gurmukhi)) là phiên bản tiếng Punjab của Wikipedia. Có hai phiên bản Wikipedia tiếng Punjab là phiên bản phía Đông và phiên bản phía Tây.

## Phiên bản Phía Đông
Phiên bản này hoạt động từ Ngày 3 tháng 6 năm 2002 nhưng ba bài viết đầu tiên của trang đều được viết vào tháng 8 năm 2004. Tính đến tháng 7 năm 2012, Đã có hơn 2,600 bài viết.
Đến tháng 8 năm 2012, đã có hơn 26 triệu người đọc từ khắp nơi trên thế giới.

## Phiên bản phía Tây

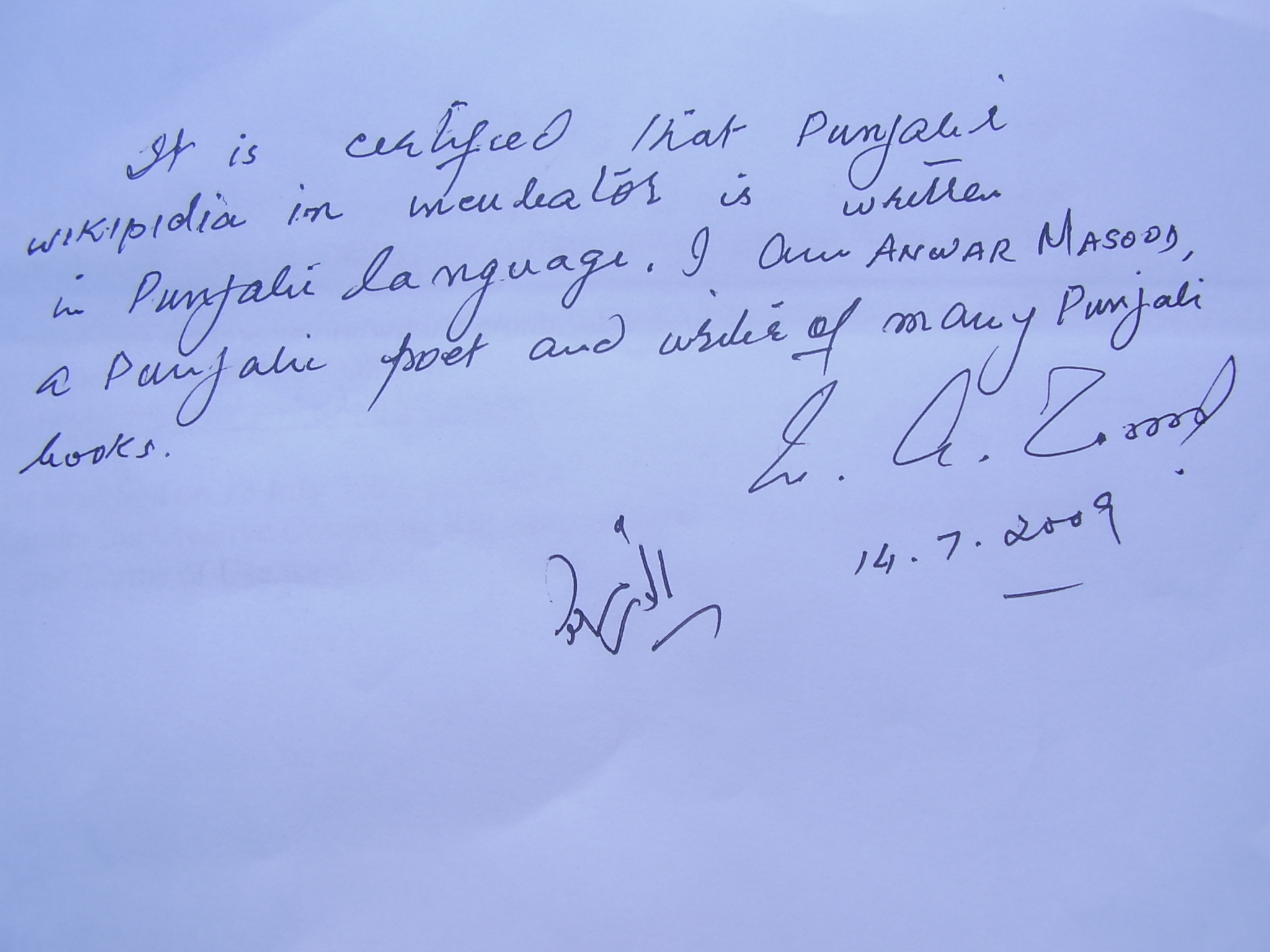
Thư gửi đến Anwar Masood bằng tiếng Punjab rằng hãy hoạt động trang web Wikipedia Punjab phía Tây

Phiên bản này hoạt động vào ngày 24 tháng 10 năm 2008. Tính đến nay đã có 64,276 bài viết tại đây.
1. ↑  "1st Punjabi Wikipedia Edition".[liên kết hỏng]
2. ↑  "2nd Punjabi Wikipedia Edition".[liên kết hỏng]